# CD72
CD72‏ (None) هوَ بروتين يُشَفر بواسطة جين CD72 في الإنسان.